# Utena
Utena er en by i det østlige Litauen, med et indbyggertal på 31.139(2011). Byen er hovedsæde i Utena apskritis og Utena distriktskommune.
Utena er en af de ældste bosættelser i Litauen. Navnet på byen er sandsynligvis afledt af et hydronym. Navnet på bosættelsen har været kendt siden 1261.

## Geografi
Utena er ligger i det nordøstlige Litauen og dækker 15,1 km 2. Byen er arelmæssigt den 8. største by i Litauen. Fire floder løbergennem kommunen: Vyžuona, Krašuona, Vieša og Utenėlė. Der er to søer: Dauniškis og Vyžuonaitis.
Den laveste temperaturrekord i Litauen er målt i Utena (-42,9 ° C 1956/02/01).

## Erhvervsliv
Utena er en industriby. Det er kendt for sin tekstil- og fødevareindustri, blandt andet ligger bryggeriet Utenos alus i byen. Siden 2008 har bryggeriet været 100 % Carlsberg-ejet. I de seneste år er gader, offentlige pladser og parker i byen blevet renoveret og Utena er nu mere kendt som en turistdestination.
Årsdagen for Utena by afholdes den sidste weekend i september.

## Bydele i Utena
I Utena er der 9 seniūnijos (dansk: ~ bydele)..
| - Daugailių - Kuktiškių - Leliūnų | - Saldutiškio - Sudeikių - Tauragnų | - Utena by - Užpalių - Vyžuonų |

## Utenas venskabsbyer
| - Chełm, Polen - Kovel, Ukraine - Lidköping, Sverige | - Pontinia, Italien - Preiļi, Letland - Třeboň, Tjekkiet |

## Sport
- FK Utenis Utena;
- Utenio stadionas.

## Galleri
- Den katolske kirke i Utena
- Byparken i Utena
- Dauniškis park